# Synagoga Mordki Herca w Łodzi (ul. Rokicińska 12)
Synagoga Mordki Herca w Łodzi – prywatny dom modlitwy znajdujący się w Łodzi przy ulicy Rokicińskiej 12.
Synagoga została zbudowana w 1898 roku z inicjatywy Mordki Herca. Mogła ona pomieścić 30 osób. W 1899 roku została przeniesiona do nowego lokalu przy ulicy Rokicińskiej 6.